# Felice Foglia
Felice Foglia (Nola, 14 gennaio 1977) è un ex calciatore italiano, di ruolo attaccante.

## Carriera

### Calciatore

#### Tra i professionisti
Effettua tutte la trafila delle giovanili nel Nola, dove esordisce giovanissimo in prima squadra (nell'allora Serie C1) insieme al compagno di squadra Vincenzo Sommese: a livello giovanile arriva a vincere uno scudetto nazionale nella categoria Berretti.
Le sue prestazioni vengono notate dal Torino che lo acquista nel mercato novembrino insieme a Sommese, girando al Nola Gabriele Graziani e Alvise Zago. Con il Torino esordisce in Serie A, disputando in totale due partite in massima serie, entrambe da titolare: nella prima, contro il Parma, viene sostituito nel finale da Sean Sogliano, nella seconda, contro la Lazio, gioca tutta la partita. In seguito gioca 59 partite in Serie B con le maglie del Torino stesso, della Lucchese e della Pistoiese.
Lasciato nel gennaio del 2000 la Pistoiese, scende nuovamente in C1 all'Arezzo, per poi passare a fine stagione al Varese. Nel gennaio del 2002 giunge alla Valenzana dove rimane per cinque stagioni (intervallate da un'annata al Pizzighettone), chiudendo la carriera tra i professionisti nel 2007.

#### Nei dilettanti
Dopo 13 anni fa ritorno a Nola, nell'Atletico Nola, società che militava nell'Eccellenza; il suo ritorno in bianconero, però, è molto breve e a dicembre sale Serie D con il Saluzzo.
Nella stagione 2009-2010 ha vestito la maglia dell'Asd Taurisano, compagine che militava nel campionato di Eccellenza pugliese, dimostrandosi un vero professionista abile sotto porta e nel gioco di squadra.
In seguito disputa due stagioni nelle file del Cuneo, per poi passare al Montevarchi e, infine, al Fortis Juventus.
Dalla stagione 2011-2012, torna nuovamente a Nola, stavolta con lo Sporting (seconda squadra di Nola), scendendo in Prima Categoria, lasciando per la seconda volta in carriera (dopo la prima parentesi di tre mesi nel 2007 all'Atletico Nola) i campionati nazionali.
Per la stagione 2012-2013 sale di categoria, raggiungendo l'accordo con il San Vitaliano. Qui, però, non disputa alcun incontro, causa infortunio; si svincola, quindi, per fare ritorno allo Sporting, dove, sceso in campo da pochi minuti, mette subito a segno un gol. Gioca tutte le rimanenti partite, contribuendo con altre tre reti alla vittoria del girone, in particolare segnando il gol del definitivo 3-3 nella decisiva sfida contro l'Atletico Portici.
Nel settembre del 2013 ha quindi la possibilità di esordire in Promozione: sigla la sua prima rete nella vittoria contro il San Marco Evangelista il 6 ottobre 2013; la settimana dopo mette a segno una doppietta contro il Real San Felice a Cancello, prima che un brutto infortunio lo tenga fuori praticamente per tutta la stagione.
Nella stagione 2014-2015 scende per la prima volta in Seconda Categoria, vestendo la maglia del suo paese di origine, il Casamarciano. Con 24 presenze e 19 gol guida la squadra ad una promozione che mancava da 29 anni.
Nel successivo campionato di Prima Categoria il Casamarciano, costretto a trasferirsi provvisoriamente per la ristrutturazione del comunale, chiude al quinto posto ad un passo dai play-off. Foglia è nuovamente il miglior marcatore della squadra segnando 13 reti in 33 presenze.
Nella stagione 2016-2017 sarà costretto ad uno stop forzato per tutta la durata del campionato, ma da buon capitano non fa mancare il suo apporto alla squadra, in un'annata che si rivelerà storica per i colori granata. La formazione allenata da Nicola Litto, infatti, conquista per la prima volta l'accesso ai play-off del campionato di Prima Categoria nel proprio girone e ne esce vincitore. Nonostante la sconfitta indolore nello spareggio promozione, il Casamarciano si guadagna per la prima volta nella propria storia l'ammissione al Campionato Regionale di Promozione, riuscendo in un'impresa, visti i valori tecnici ed economici delle altre compagini, che ha del miracoloso.
La stagione 2017-2018 lo rivede nuovamente protagonista in campo già dall'esordio stagionale nella nuova categoria. Il Casamarciano, come da pronostico, subisce l'impatto della nuova realtà e le fisiologiche difficoltà da matricola. Dopo un girone d'andata disastroso, sarà proprio Foglia a regalare la prima gioia stagionale all'avvio del girone di ritorno. Nonostante la rimonta nel girone di ritorno, i granata tornano in Prima Categoria all'ultima giornata e proprio Foglia, in gol anche in quell'occasione, è uno degli ultimi a deporre le armi.
Nella stagione 2018-2019 decide di calcare anche i campi di Terza Categoria Provinciale risultando così, ad oggi, uno dei pochi calciatori del panorama nazionale ad aver calcato i campi di tutte le categorie dalla Serie A alla Terza Categoria.

### Allenatore
Provvisto di patentino UEFA B come allenatore, ha fondato una scuola calcio che porta il suo nome.

## Statistiche

### Presenze e reti nei club
Statistiche aggiornate all'11 gennaio 2015.
| Stagione             | Squadra              | Campionato           | Campionato | Campionato | Coppe nazionali | Coppe nazionali | Coppe nazionali | Totale | Totale |
| Stagione             | Squadra              | Comp.                | Pres.      | Reti       | Comp.           | Pres.           | Reti            | Pres.  | Reti   |
| -------------------- | -------------------- | -------------------- | ---------- | ---------- | --------------- | --------------- | --------------- | ------ | ------ |
| 1993-1994            | Nola                 | C1                   | 1          | 0          |                 |                 |                 |        |        |
| lug. - nov. 1994     | Nola                 | C1                   | 10         | 4          |                 |                 |                 |        |        |
| Totale Nola          | Totale Nola          | Totale Nola          | 11         | 4          |                 |                 |                 |        |        |
| nov. 1994-1995       | Torino               | A                    | 0          | 0          |                 |                 |                 |        |        |
| 1995-1996            | Torino               | A                    | 2          | 0          |                 |                 |                 |        |        |
| 1996-1997            | Juve Stabia          | C1                   | 30         | 7          |                 |                 |                 |        |        |
| 1997-1998            | Torino               | B                    | 25+1       | 2          | CI              | 4               | 2               | 30     | 4      |
| 1998-1999            | Lucchese             | B                    | 29         | 4          |                 |                 |                 |        |        |
| 1999-2000            | Torino               | A                    | 0          | 0          |                 |                 |                 |        |        |
| Totale Torino        | Totale Torino        | Totale Torino        | 28         | 2          |                 | 4               | 2               | 32     | 4      |
| set. 1999-2000       | Pistoiese            | B                    | 5          | 0          |                 |                 |                 |        |        |
| gen. 2000            | Arezzo               | C1                   | 10         | 0          |                 |                 |                 |        |        |
| 2000-2001            | Varese               | C1                   | 18         | 1          |                 |                 |                 |        |        |
| 2001-gen. 2002       | Varese               | C1                   | 2          | 0          |                 |                 |                 |        |        |
| Totale Varese        | Totale Varese        | Totale Varese        | 20         | 1          |                 |                 |                 |        |        |
| gen.-giu. 2002       | Valenzana            | C2                   | 13         | 1          |                 |                 |                 |        |        |
| 2002-2003            | Valenzana            | C2                   | 26         | 4          |                 |                 |                 |        |        |
| 2003-2004            | Pizzighettone        | C2                   | 20         | 0          |                 |                 |                 |        |        |
| 2004-2005            | Valenzana            | C2                   | 13         | 1          |                 |                 |                 |        |        |
| 2005-2006            | Valenzana            | C2                   | 32         | 6          |                 |                 |                 |        |        |
| 2006-2007            | Valenzana            | C2                   | 26         | 2          |                 |                 |                 |        |        |
| Totale Valenzana     | Totale Valenzana     | Totale Valenzana     | 110        | 15         |                 |                 |                 |        |        |
| lug.-dic.2007        | Atletico Nola        | Ecc.                 | CIDC       | ?          | ?               |                 |                 |        |        |
| dic. 2007-2008       | Saluzzo              | D                    | 15         | 8          |                 |                 |                 |        |        |
| 2008-2009            | Cuneo                | D                    | ?          | ?          |                 |                 |                 |        |        |
| 2009-2010            | Cuneo                | D                    | ?          | ?          |                 |                 |                 |        |        |
| Totale Cuneo         | Totale Cuneo         | Totale Cuneo         | ?          | ?          |                 |                 |                 |        |        |
| 2010-dic.2010        | Montevarchi          | D                    | 12         | 2          |                 |                 |                 |        |        |
| dic. 2010-2011       | Fortis Juventus      | D                    | 13         | 4          |                 |                 |                 |        |        |
| 2011-2012            | Sporting Nola        | 1C                   | 26         | 18         | CI1C            | 2               | 4               | 28     | 22     |
| mar.-giu. 2013       | Sporting Nola        | 1C                   | 10         | 4          | -               | -               | -               | 10     | 4      |
| 2012-2013            | Sporting Nola        | PC                   | 11         | 3          | CIDC            | 1               | 0               | 12     | 3      |
| Totale Sporting Nola | Totale Sporting Nola | Totale Sporting Nola | 47         | 25         |                 | 3               | 4               | 50     | 29     |
| 2014-2015            | Casamarciano         | 2C                   | 24         | 19         | CI2C            | 2               | 2               | 26     | 21     |
| 2015-2016            | Casamarciano         | 1C                   | 33         | 13         | CI1C            | 3               | 0               | 36     | 13     |
| 2017-2018            | Casamarciano         | PC                   | 20         | 2          | CIDC            | 1               | 0               | 2      | 0      |
| Totale Casamarciano  | Totale Casamarciano  | Totale Casamarciano  | 68         | 35         |                 | 6               | 2               | 64     | 34     |
| Totale carriera      | Totale carriera      | Totale carriera      | 397+       | 88+        |                 | 11+             | 10              | 395+   | 95+    |

## Palmarès
- Campionato nazionale Dante Berretti 1993-94
- Prima Categoria Campana: 1

Sporting Nola: 2012-2013 (Girone C)
- Seconda Categoria Campana: 1

Casamarciano: 2014-2015 (Girone E)